# 科爾巴縣
科爾巴縣是印度的一個縣，位於該國中部，由恰蒂斯加爾邦負責管轄，面積6,615平方公里，識字率為61.7%，2001年人口1,011,823，人口密度每平方公里153人。

## 外部連結
- 官方网站
- List of places in Korba （页面存档备份，存于）
- power production in Korba, from the Chhattisgarh state website

22°21′N 82°41′E / 22.350°N 82.683°E